# Atmel AVR
Pour les articles homonymes, voir AVR.

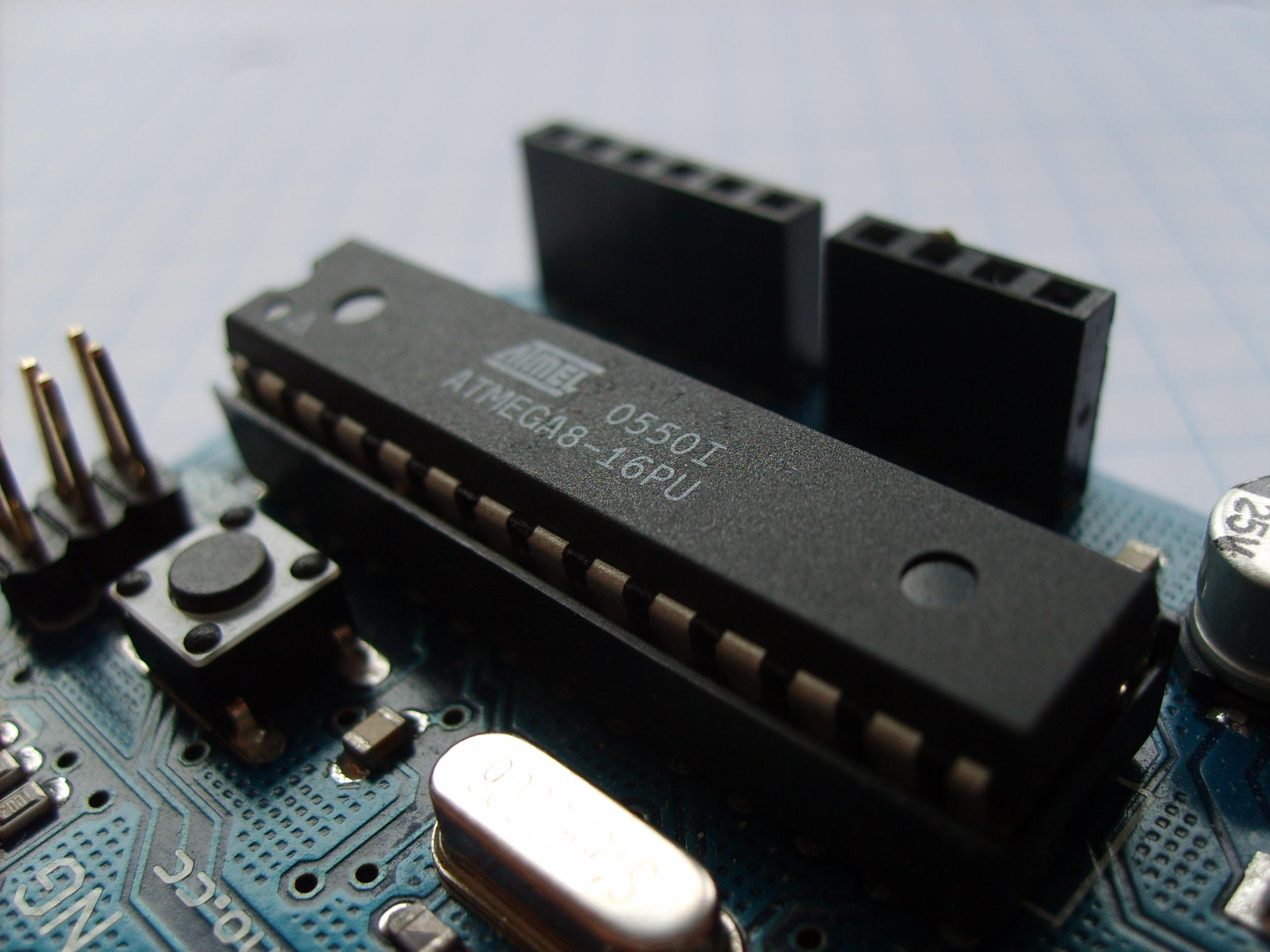
Atmel AVR dans un boîtier DIP monté sur une carte Arduino

AVR est le terme utilisé par Atmel pour désigner le cœur du processeur et la famille de microcontrôleurs qui le mettent en œuvre.

## Description
(octobre 2012).
Le cœur AVR possède les caractéristiques suivantes :
- architecture Harvard 8 bits RISC
- 32 registres de calcul divisés en 2 sous-ensembles :
  - les registres r0 à r15 ne permettent pas de travailler avec les valeurs immédiates
  - et les registres r16 à r31 le permettent.

Jeu de 90 à 135 instructions (selon le composant).
La plupart des instructions (sauf les instructions de saut ou d'accès mémoire) s'exécutent en un seul cycle processeur. L'architecture AVR met en œuvre un pipeline, ce qui permet d’exécuter une instruction par cycle d'horloge. Le cœur AVR atteint donc environ 1 Mips/MHz.
Le cœur AVR a été optimisé pour exécuter du code produit par un compilateur C.
Le cœur AVR possède 3 pointeurs 16 bits X, Y et Z mappés sur les registres 8 bits r26 à r31 (X=r26+r27, Y=r28+r29 et Z=r30+r31). Les 3 pointeurs permettent différents types d'indexation (indirecte, indirecte avec déplacement) avec ou sans pré ou post-incrémentation.
- les périphériques sont accessibles dans un espace d'adressage placé entre les registres et la SRAM (accessible entre autres par les instructions ld et st). Toutefois, un ensemble d'instructions spécialisées permet un accès plus pratique aux périphériques (instructions in et out) avec en particulier les instructions SBI (Set Bit in I/O) et CBI (Clear Bit in I/O) permettant respectivement de mettre à 1 et à 0 un bit dans les 32 premiers registres d'entrées/sorties. De plus les instructions in, out, sbi et cbi sont exécutées en un seul cycle.
- les registres r0 à r31 sont mappés sur l'espace RAM (adresse 0 à 31) ce qui permet d'y accéder par l'intermédiaire de X, Y et Z.
- les branchements sont nombreux et permettent de réaliser tous les cas de figure.
- le jeu d'instructions est conçu de telle manière que, bien que le cœur soit 8 bits, il est très aisé de réaliser des calculs sur 16, 24 ou 32 bits (etc.)
- selon les composants, un multiplicateur matériel (2 cycles) est installé.
- la plupart des composants AVR sont fully static, c’est-à-dire qu'il n'y a pas de limite basse de la fréquence d'horloge nécessaire à un fonctionnement correct.
- les composants AVR possèdent en moyenne une quinzaine d'interruptions (selon les périphériques embarqués) de priorité fixe.
- le cœur AVR possède un pointeur de pile 16 bits (pour les composants équipés de SRAM (95 % des composants)).

Les micro-contrôleurs AVR embarquent dans un même boîtier un cœur AVR (microprocesseur), de la mémoire flash (espace programme), de la SRAM (espace données), de l’EEPROM (espace données de sauvegarde) et des périphériques divers.
Chaque périphérique est manipulé par son(ses) registre(s) associé(s) (accessible(s) via les instructions in et out).
Voici à titre indicatif les périphériques existants dans la famille de micro-contrôleurs AVR :
- mémoire EEPROM (elle est gérée comme un périphérique).
- timers 8 et 16 bits avec "compare match" (interruption lorsqu'une valeur choisie est atteinte) et mode PWM.
- interface sérielle asynchrone UART (rxd, txd).
- interface sérielle synchrone SPI (miso, mosi, sck, SS).
- interface sérielle TWI (compatible I2C (2 fils))
- interface sérielle 1-Wire (1 fil)
- ports d'entrées/sorties (PIO) avec résistances de pull-up intégrées.
- oscillateur interne
- oscillateur séparé pour l'horloge RTC
- convertisseur analogique/numérique 10 bits
- comparateur analogique

### Différentes familles
La famille des micro-contrôleurs AVR se compose de 5 groupes principaux :
- TinyAVRs
  - mémoire programme de 0.5 à 32 kB
  - boîtier de 6 à 32 broches
  - nombre de périphériques limité
- MegaAVRs
  - mémoire programme de 4 à 256 kB
  - boîtier de 28 à 100 broches
  - jeu d'instructions plus étendu (multiplication, instructions pour accès à la mémoire étendue)
  - périphériques plus nombreux
- XMEGA
  - mémoire programme de 16 à 384 kB
  - boîtier de 44 à 100 broches
  - performances étendues, telles que DMA, gestion d'événements entre périphériques, cryptographie intégrée.
- AVR spéciaux pour des applications spécifiques
  - la famille AVR comprend des MegaAVR avec des périphériques tels que :
    - contrôleur USB
    - contrôleur CAN
    - contrôleur LCD
    - contrôleur PWM avancé
    - contrôleur batterie
    - contrôleur pour réseau sans fil ZigBee

  - FPSLIC (Field Programmable System Level Integrated Circuit) ce circuit est un FPGA avec un cœur AVR, le cœur peut fonctionner jusqu'à 50 MHz en exécutant son programme en mémoire RAM à la différence des autres familles qui exécutent le programme en mémoire FLASH.

## Développement logiciel et matériel
Sous environnement Microsoft Windows, AVRstudio fourni par Atmel jumelé à WinAVR (version win32 d'avr-gcc) permet de développer en langage C gratuitement et sans aucune limitation.
Un compilateur Pascal existe également pour les AVR (E-LAB Pascal-scm), il utilise une syntaxe proche de Turbo Pascal.
En environnement FreeBSD, GNU-Linux ou MacOS X, avr-gcc (compilateur C) et uisp, avrdude permettent de développer pour ces microcontrôleurs. Il existe également une adaptation de la libc.
Il existe aussi comme produits gratuits mais limités à 4Ko pour développer en C, Pascal ou Basic.
Ils intègrent bon nombre de bibliothèques pour simplifier le codage d'applications, ainsi que des environnements matériels complets pour faire du prototypage.

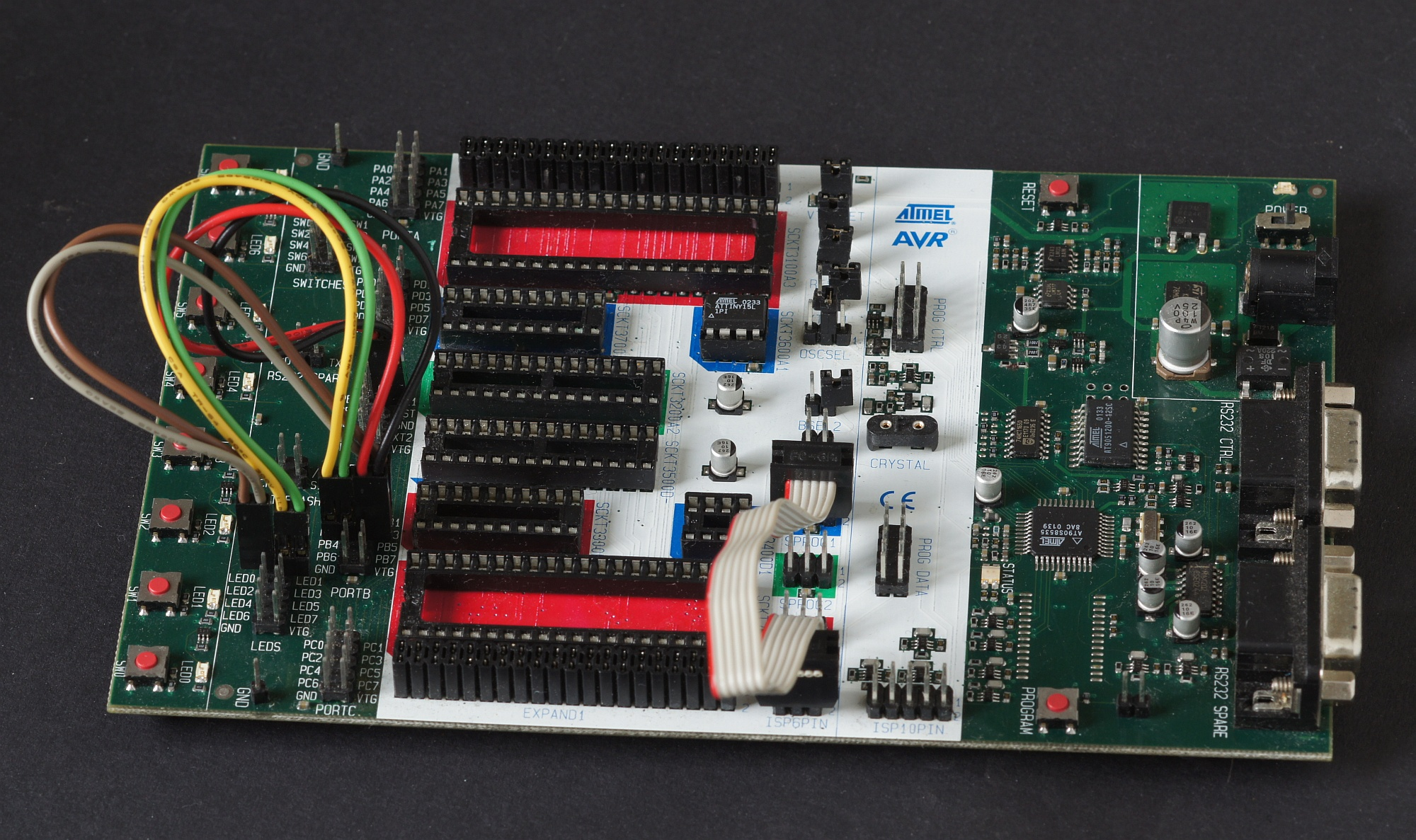
Atmel STK-500

On trouve de nombreux programmateurs, outil d'interface entre le PC et le microcontrôleur permettant le flashage de la mémoire programme, dans le commerce (Atmel STK-200, 300, 400, 500, 600 ou autres) et de nombreux schémas sur des sites internet permettant d'en réaliser soi-même.
Trois types d'interface existent, l’ISP pour flasher les mémoires uniquement, les interfaces JTAG et DebugWIRE (en) (debug sur un fil) qui permettent de flasher et de débugger en direct à partir d'AVRstudio, très pratique pour la mise au point des applications. L'interface ISP est présente sur tous les microcontrôleurs ATMEL, les interfaces JTAG et DebugWire dépendent de la famille de microcontrôleurs.
Pour faire fonctionner un microcontrôleur AVR, il 'suffit' de connecter les broches de masse et Vcc au potentiel 0 et 5 V (par exemple) et de mettre une résistance de tirage (pull-up) sur la broche reset (résistance de 10 kΩ entre la broche reset et vcc). Si le composant ne possède pas d'oscillateur interne ou dans le cas où une fréquence précise est voulue, il faudra alors ajouter un oscillateur externe (à quartz la plupart du temps).